# Conistra obscurior
Conistra obscurior là một loài bướm đêm trong họ Noctuidae.